# Crematogaster voeltzkowi
Crematogaster voeltzkowi är en myrart som beskrevs av Auguste-Henri Forel 1907. Crematogaster voeltzkowi ingår i släktet Crematogaster och familjen myror. Inga underarter finns listade i Catalogue of Life.

## Bildgalleri

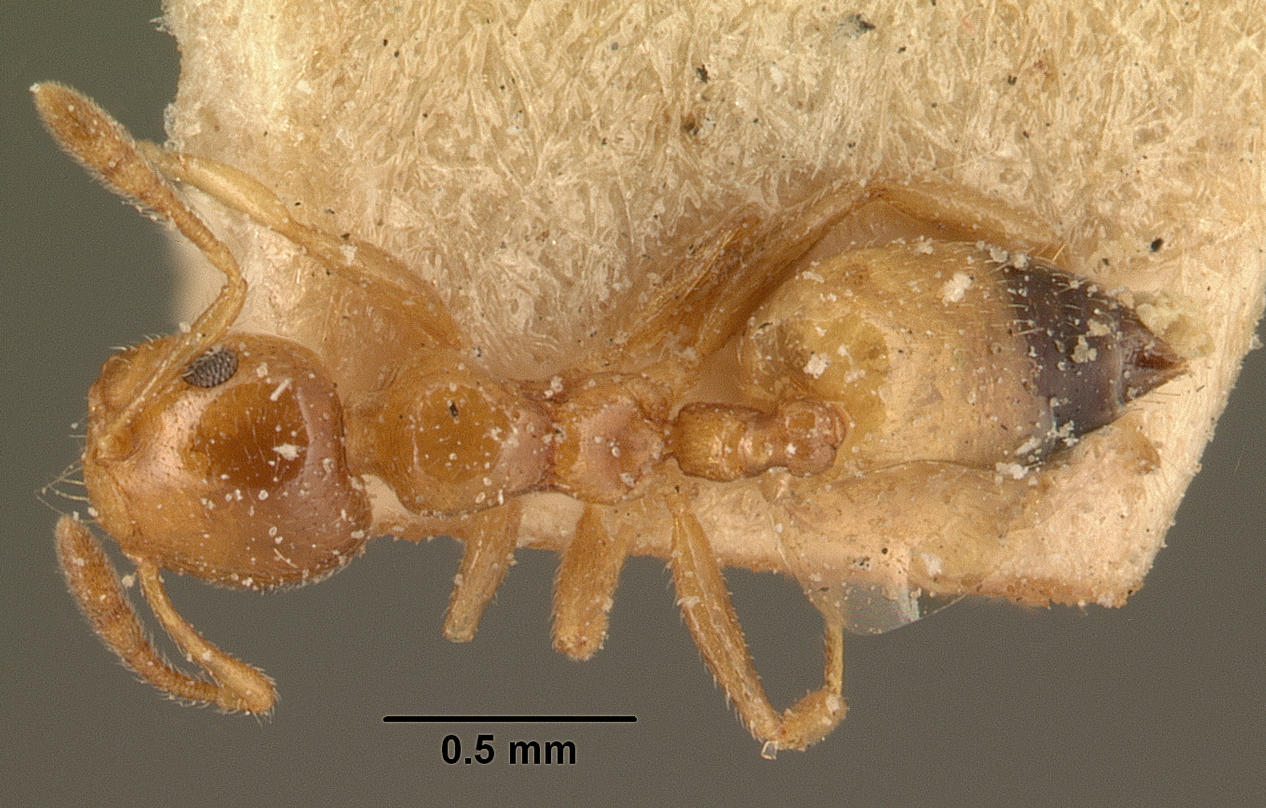
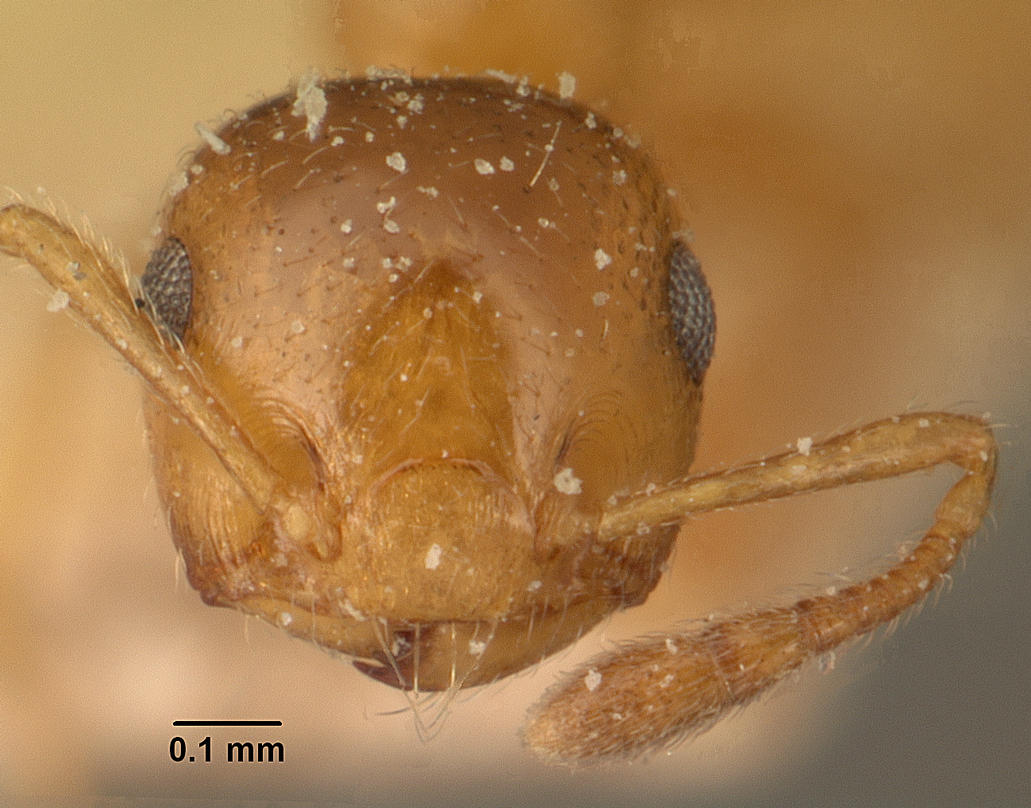
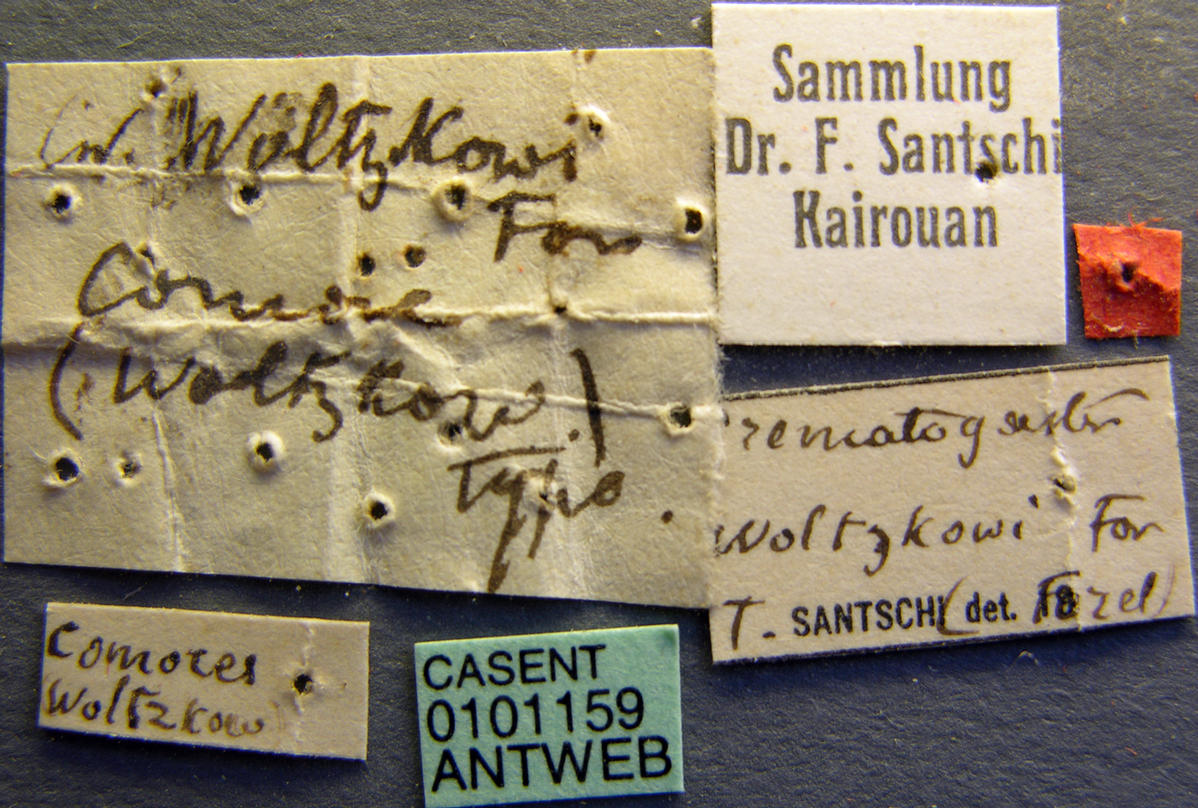
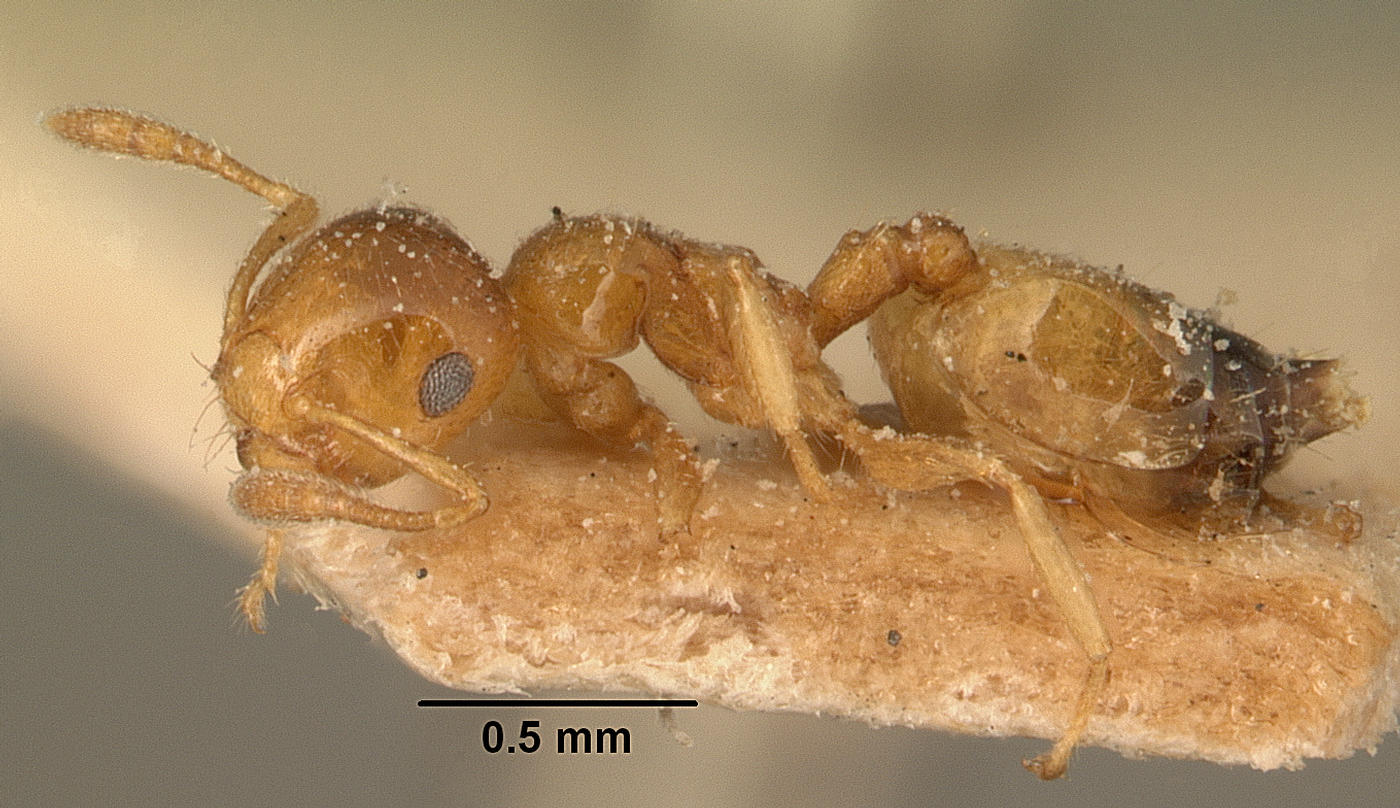
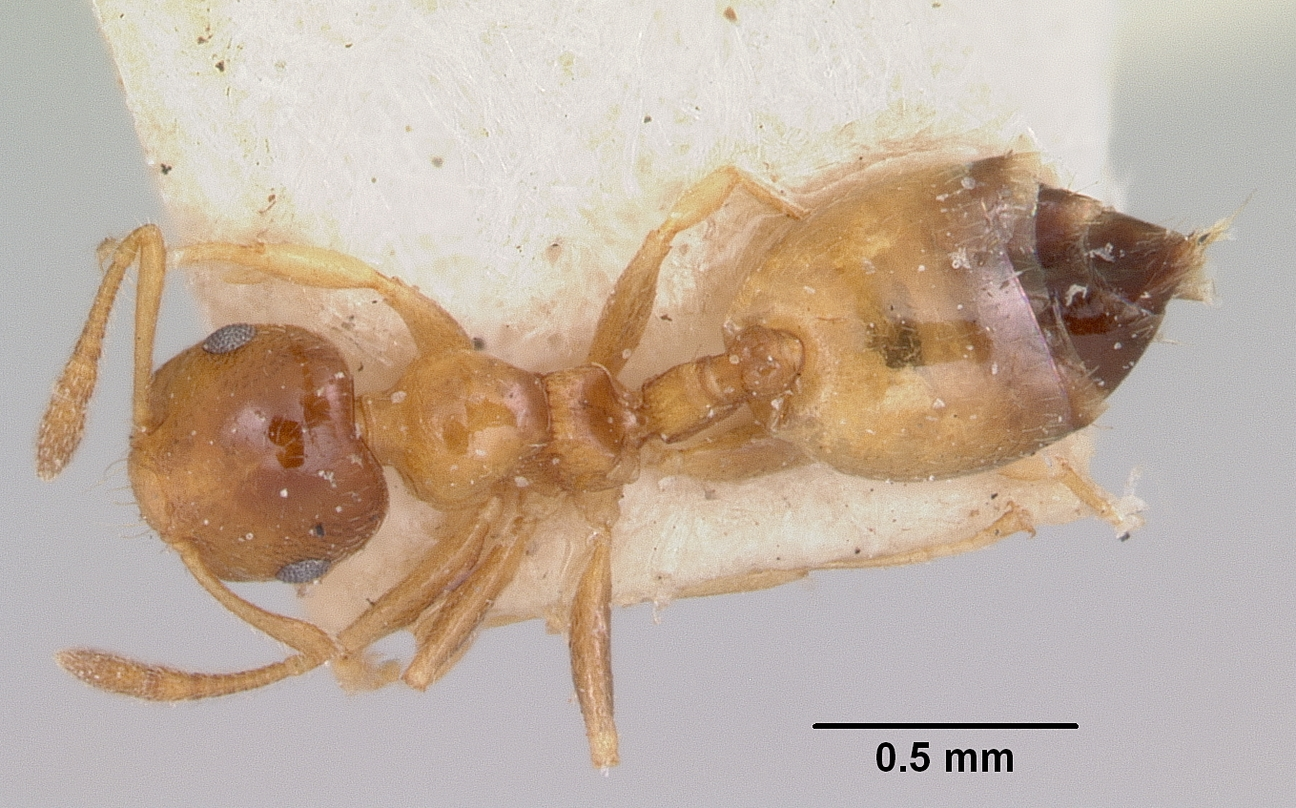
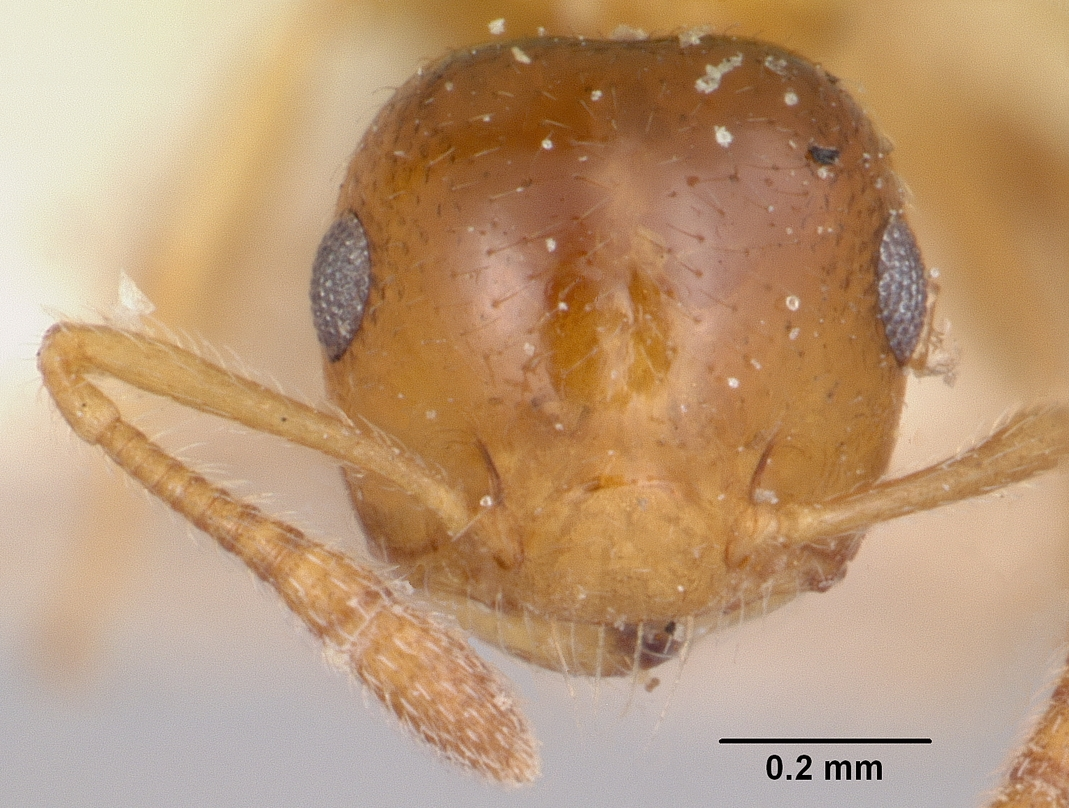